# Elton @ Doxwise
Elton @ Doxwise er en dansk dokumentarfilm fra 2009, der er instrueret af Christian Sønderby Jepsen.

## Handling
Elton dokumenterer sit liv. Han er 18 år og er kun flyttet en lille smule hjemmefra; han bor i et skur i sine forældres baghave, ude på landet, i den lille by Tarm. Elton er på kant med sin far, så det kan måske blive nødvendigt at flytte lidt længere væk hjemmefra. Men at tage hul på voksenlivet er frygtindgydende.